# 대한기독교서회
대한기독교서회는 1890년 설립된 기독교계열 출판사이자 연합기관이다. 조선성교서회(朝鮮聖敎書會)에 뿌리를 두고 있으며, 가장 오래된 개신교 출판사이다. 현재는 한국찬송가공회와 더불어 찬송가와 성서를 발행하는 한편, 신학서적과 기독교 단행본 출판, 기독교 잡지(《기독교 사상》, 《다락방》) 발행 등의 일을 하고 있다.

## 회원 교단
- 기독교대한감리회
- 대한예수교장로회(통합)
- 기독교대한성결교회
- 한국기독교장로회
- 대한성공회
- 구세군 대한본영
- 기독교대한복음교회
- 기독교대한하나님의성회

## 기타
- 한국기독교교회협의회에 가입되어 있다.
- 기독교계 민족지도자이자 무교회주의자인 김교신이 발행한 《성서조선》을 CD로 전산화하였다.
- 종로5가에 기독교서회 직영서점이 있었다. 해당 서점은 2018년 12월 31일부로 영업을 종료하였다[1]